# Тест Джини Девіс
Тест Джини Девіс — тест на перевірку художнього твору на сексизм шляхом перевірки кількості жінок у масових сценах та на другорядних ролях.
Тест виник як наслідок колонки акторки і фем-активістки Джини Девіс, написаної в 2013 для «Голлівуд-репортер». Колонка називалась «Два прості кроки, щоб зробити Голлівуд менш сексистським», кроки пропонувались наступні:
1. Пройдіть проекти, над якими ви вже працюєте, і замініть імена деяких дійових осіб на жіночі. Одним ударом ви створили яскравих нестереотипних героїнь, які можуть виявитись ще більш цікавими, ніж до того. Що якщо сантехнік, пілот або майстер будівництва є жінкою? Що якщо водій таксі або політик виявиться жінкою? Що якщо обидва поліцейські, які приїжджають на місце злочину, є жінками — і це нормально?
2. Описуючи масову сцену, напишіть у сценарії «Збирається група (натовп), наполовину жіноча». Це може здатися дивним, але якщо ви цього не напишете, на знімальному майданчику виявиться, що там 17 % жінок.